# Cesare Canevari
Cesare Canevari, né à Milan le 13 octobre 1927 et mort à Crema le 25 octobre 2012, est un réalisateur italien.

## Filmographie partielle
- 1964 : On meurt à Tucson (it) (Per un dollaro a Tucson si muore)
- 1965 : Un tango dalla Russia (it)
- 1968 : Une hyène dans un coffre-fort (Una jena in cassaforte)
- 1969 : Moi, Emmanuelle (Io, Emmanuelle)
- 1970 : Matalo!
- 1974 : Il romanzo di un giovane povero (it)
- 1976 : Parties déchaînées (it) (La principessa nuda)
- 1977 : La Dernière Orgie du IIIe Reich (L'ultima orgia del III Reich)
- 1978 : Missile X (it) (Missile X - Geheimauftrag Neutronenbombe)
- 1983 : Delitto carnale (it)